# Fokker D.XXI
Fokker D.XXI är ett ensitsigt jaktplan som konstruerats av den nederländska flygtillverkaren Fokker 1935 för Koninklijk Nederlands-Indisch Legers (KNILs) behov för användning i kolonin Nederländska Ostindien. Flygplanets jungfrutur utfördes den 27 februari 1936.
Flygplanet designades som ett billigt men stryktåligt flygplan och hade därmed ett gott rykte om sig i slutet på 1930-talet.
När den KNIL drog tillbaka sin beställning beställde det nederländska flygvapnet 36 st flygplan, av vilka alla anlände i tid för att kunna försvara landet mot tyskarna i maj år 1940. Fastän Fokker D.XXI var långsammare och sämre skyddad än tyskarnas Messerschmitt Bf 109, klarade den sig överraskande bra i luftduellerna, bl.a. på grund av sina goda manöveregenskaper. Det var dock den tyska numerära överlägsenheten som slutligen visade sig utslagsgivande. Alla holländska Fokker D.XXI-jaktplan förstördes under kriget.

## Användare
- Danmark
- Finland, se Fokker D.XXI i Finland
- Nederländerna
- Spanien